# Bemo (Kleinbus)

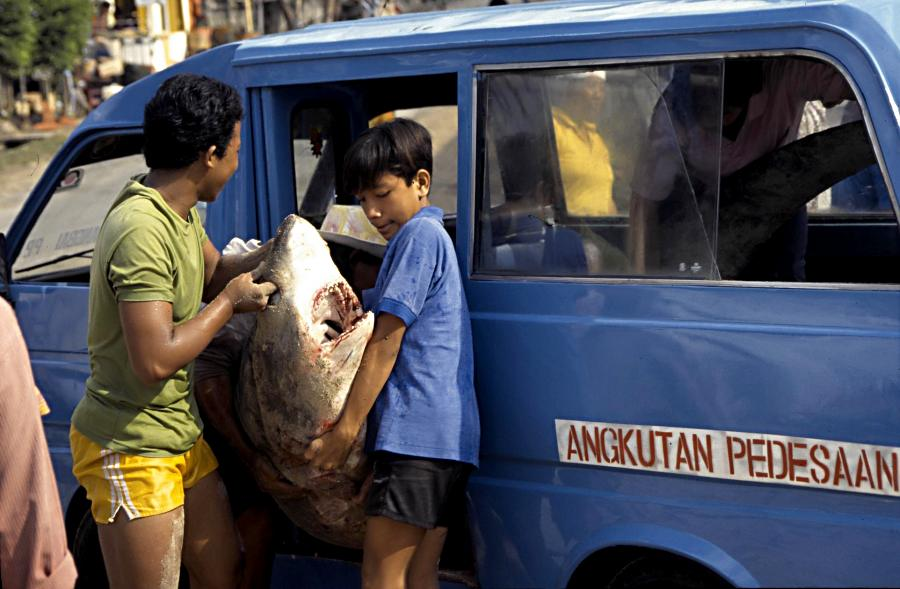
Mit einem Bemo lassen sich nicht nur Menschen transportieren.

Ein Bemo ist ein Kleinbus/Minibus, der wie ein Sammeltaxi eingesetzt wird. Der Name ergibt sich aus den Anfangssilben von Becak Motor (Motor-Rikscha). Bemos gelten in Indonesien als typische Verkehrsmittel, hauptsächlich für den Nahverkehr. Bemos fahren auf bekannten Routen. Sie können jederzeit durch Winken angehalten werden, um einzusteigen. Man winkt in Indonesien mit der Handfläche nach unten. Zum Aussteigen gibt man dem Fahrer am gewünschten Ort ein Signal, damit er anhält, z. B. an das Fenster klopfen oder man sagt kiri, das indonesische Wort für links, im Sinne von „links ranfahren“ (in Indonesien herrscht Linksverkehr).